# Interleague play
W Major League Baseball (MLB) gry między ligami (ang. interleague play) toczą się w sezonie regularnym i są rozgrywane pomiędzy drużyną z American League (AL) a drużyną z National League (NL). Gry między ligami zostały po raz pierwszy wprowadzone w sezonie Major League Baseball w 1997 roku. Wcześniej mecze pomiędzy zespołami AL i NL odbywały się tylko podczas wiosennych treningów, Meczu Gwiazd, innych meczach pokazowych (takich jak Hall of Fame Game w Cooperstown w stanie Nowy Jork) oraz w World Series. W przeciwieństwie do współczesnych gier między ligami, żadne z tych spotkań, z wyjątkiem World Series, nie liczyły się do oficjalnych rekordów drużyn lub lig. W 2023 roku drużyny American League rozegrały 46 meczów między ligami w sezonie regularnym przeciwko wszystkim 15 drużynom National League, po 23 jako gospodarz i 23 na wyjeździe.
W 2000 roku American League przestała być prawnie niezależnym bytem, gdy American League i National League zostały połączone w jeden podmiot prawny – Major League Baseball (MLB). W ten sposób MLB stała się jedną ligą, podzieloną na dwie części, również nazywane ligami. Ta zmiana statusu prawnego nie miała wpływu na rozgrywki czy harmonogram.

## Historia rozgrywek
W grach między ligami, American League odniosła zdecydowaną przewagę pod względem bilansu zwycięstw i porażek. W ciągu 27 lat rozgrywek, AL wygrała rywalizację w sezonie 19 razy i ustanowiła najdłuższą passę 14 zwycięskich sezonów z rzędu, od 2004 do 2017 roku. National League wygrała 7 razy, a jeden sezon zakończył się remisem. Kiedy 19 września 2018 roku Pirates pokonali Royals, National League po raz pierwszy od 2003 roku zapewniła sobie zwycięstwo w rywalizacji sezonu.
Stan na koniec sezonu MLB 2022, American League posiada przewagę w całym cyklu spotkań między ligami, wygrywając 3634-3328. Ponadto, AL osiągnęła lepszy bilans w grach między ligami przez 14 kolejnych sezonów, od 2004 do 2017 roku. Sezon 2006 był najbardziej nierównym w historii rozgrywek między ligami, kiedy to drużyny American League odniosły bilans 154-98 przeciwko rywalom z National League.

### Zwycięstwa według ligi
| Rok     | Liga     | Wszystkie gry | American League | National League |
| ------- | -------- | ------------- | --------------- | --------------- |
| 1997    | National | 214           | 97              | 117             |
| 1998    | American | 224           | 114             | 110             |
| 1999    | National | 251           | 116             | 135             |
| 2000    | American | 251           | 136             | 115             |
| 2001    | American | 252           | 132             | 120             |
| 2002    | National | 252           | 123             | 129             |
| 2003    | National | 252           | 115             | 137             |
| 2004    | American | 252           | 127             | 125             |
| 2005    | American | 252           | 136             | 116             |
| 2006    | American | 252           | 154             | 98              |
| 2007    | American | 252           | 137             | 115             |
| 2008    | American | 252           | 149             | 103             |
| 2009    | American | 252           | 138             | 114             |
| 2010    | American | 252           | 134             | 118             |
| 2011    | American | 252           | 131             | 121             |
| 2012    | American | 252           | 142             | 110             |
| 2013    | American | 300           | 154             | 146             |
| 2014    | American | 300           | 163             | 137             |
| 2015    | American | 300           | 167             | 133             |
| 2016    | American | 300           | 165             | 135             |
| 2017    | American | 300           | 160             | 140             |
| 2018    | National | 300           | 142             | 158             |
| 2019    | National | 300           | 134             | 166             |
| 2020    | Tied     | 298           | 149             | 149             |
| 2021    | American | 300           | 167             | 133             |
| 2022    | American | 300           | 152             | 148             |
| 2023    | National | 690           | 328             | 362             |
| Overall | American | 7,652         | 3,962           | 3,690           |